# Korn III – Remember Who You Are
Korn III – Remember Who You Are (pol. Korn III – Pamiętaj Kim Jesteś) – dziewiąty album studyjny amerykańskiej grupy nu-metalowej Korn.
Wydawnictwo ukazało się w lipcu 2010 roku nakładem wytwórni muzycznej Roadrunner Records. Była to pierwsza płyta zarejestrowana z udziałem perkusisty Raya Luziera.

## Realizacja nagrań
Nagrania zostały zarejestrowane pomiędzy kwietniem a listopadem 2009 roku w Los Angeles w stanie Kalifornia.
W studiu zespół współpracował z producentem muzycznym Rossem Robinsonem, który wyprodukował dwie pierwsze płyty
formacji: Korn z 1994 roku oraz Life Is Peachy z 1996 roku.
W przeciwieństwie do poprzednich albumów grupy Korn, muzycy zrezygnowali z programu Pro Tools.
Była to również pierwsza płyta zarejestrowana z udziałem perkusisty Raya Luziera.

## Wydanie i promocja
W pierwszym kwartale 2010 roku muzycy podpisali kontrakt z wytwórnią muzyczną Roadrunner Records, która wydała dziewiąty album formacji.
Jednakże jak przyznał wokalista Jonathan Davis początkowo muzycy rozważali wydanie albumu samodzielnie.
Wydawnictwo ukazało się 6 lipca 2010 roku w Japonii, 9 lipca w Australii, 12 lipca w Wielkiej Brytanii oraz dzień później w Stanach Zjednoczonych.
Płytę poprzedził singel do utworu „Oildale (Leave Me Alone)”, który ukazał się 4 maja 2010 roku.
Kompozycja dotarła do 29. miejsca na liście Hot Modern Rock Tracks oraz do 26. miejsca na liście Rock Songs w Stanach Zjednoczonych.
W ramach promocji do utworu został zrealizowany również teledysk, który wyreżyserował Phil Mucci.
Premiera obrazu odbyła się 31 maja 2010 roku na antenie amerykańskiej stacji telewizyjnej MTV2.

## Lista utworów
Opracowano na podstawie materiału źródłowego.
1. „Uber-Time” – 1:28
2. „Oildale (Leave Me Alone)” – 4:43
3. „Pop a Pill” – 3:59
4. „Fear Is a Place to Live”- 3:09
5. „Move On” – 3:48
6. „Lead the Parade” – 4:25
7. „Let the Guilt Go” – 3:57
8. „The Past” – 5:05
9. „Never Around” – 5:29
10. „Are You Ready to Live?” – 3:59
11. „Holding All These Lies” – 4:38

| Japońska edycja |
| --- |
| 1. „Uber-Time” – 1:28 2. „Oildale (Leave Me Alone)” – 4:43 3. „Pop a Pill” – 3:59 4. „Fear Is a Place to Live”- 3:09 5. „Move On” – 3:48 6. „Lead the Parade” – 4:25 7. „Let the Guilt Go” – 3:57 8. „The Past” – 5:05 9. „Never Around” – 5:29 10. „Are You Ready to Live?” – 3:59 11. „Holding All These Lies” – 4:38 12. „Freak on a Leash (Live)” – 4:10 |

| Edycja iTunes |
| --- |
| 1. „Uber-Time” – 1:28 2. „Oildale (Leave Me Alone)” – 4:43 3. „Pop a Pill” – 3:59 4. „Fear Is a Place to Live”- 3:09 5. „Move On” – 3:48 6. „Lead the Parade” – 4:25 7. „Let the Guilt Go” – 3:57 8. „The Past” – 5:05 9. „Never Around” – 5:29 10. „Are You Ready to Live?” – 3:59 11. „Holding All These Lies” – 4:38 12. „Trapped Underneath the Stairs” – 4:20 13. „People Pleaser” – 7:06 14. „Blind (live)” – 5:28 |

| Edycja specjalna |
| --- |
| 1. „Uber-Time” – 1:28 2. „Oildale (Leave Me Alone)” – 4:43 3. „Pop a Pill” – 3:59 4. „Fear Is a Place to Live”- 3:09 5. „Move On” – 3:48 6. „Lead the Parade” – 4:25 7. „Let the Guilt Go” – 3:57 8. „The Past” – 5:05 9. „Never Around” – 5:29 10. „Are You Ready to Live?” – 3:59 11. „Holding All These Lies” – 4:38 12. „Trapped Underneath the Stairs” – 4:20 13. „People Pleaser” – 7:06 14. „Oildale (Leave Me Alone) (live)” 15. „Oildale (Leave Me Alone) (In-Studio Version)” |

## Twórcy
Opracowano na podstawie materiału źródłowego.
| - Jonathan Davis – wokal prowadzący - James Shaffer – gitara prowadząca, gitara rytmiczna - Reginald Arvizu – gitara basowa - Ray Luzier – perkusja, instrumenty perkusyjne - Ross Robinson – produkcja muzyczna | - Jim Monti – inżynieria dźwięku, miksowanie - Ted Jensen – mastering - Joseph Cultice – zdjęcia - Matthew Goldman – dizajn |

## Listy sprzedaży
| Lista               | Kraj              | Pozycja |
| ------------------- | ----------------- | ------- |
| ARIA Charts         | Australia         | 8       |
| Ö3 Austria Top 40   | Austria           | 3       |
| Ultratop 50         | Belgia            | 95      |
| MegaCharts          | Holandia          | 20      |
| RIANZ               | Nowa Zelandia     | 5       |
| Schweizer Hitparade | Szwajcaria        | 8       |
| OLiS                | Polska            | 30      |
| Billboard 200       | Stany Zjednoczone | 2       |
| UK Albums Chart     | Wielka Brytania   | 23      |
| IRMA                | Irlandia          | 40      |